# العسلم (يهر)

تعديل مصدري - تعديل

العسلم هي إحدى قرى عزلة يهر بمديرية يهر التابعة لمحافظة لحج، بلغ تعداد سكانها 69 نسمة حسب تعداد اليمن لعام 2004.